# Stereoma
Stereoma là một chi bọ cánh cứng trong họ Chrysomelidae.
Chi này được miêu tả khoa học năm 1848 bởi Lacordaire.

## Các loài
Các loài trong chi này gồm:
- Stereoma mourei Moldenke, 1981
- Stereoma seenoi Moldenke, 1981